# Starix
Сергей Ищук (укр. Сергій Іщук) — украинский киберспортсмен, также известный под псевдонимом «starix». Четырёхкратный чемпион мира по Counter-Strike в составе Natus Vincere. В NAVI Сергей занимал позицию капитана, позже, тренера. Сергей Ищук завершил свою карьеру профессионального игрока в 2020 году, на данный момент является тренером команды Aurora-Gaming.

## Биография
Сергей Ищук родился 14 декабря 1987 года на Украине. Начал играть в Counter-Strike в 2001 году. Первой командой для Сергея стала Arbalet.UA, далее перешел в Kerch-NET. Последняя команда перед приглашением в NAVI была A-Gaming.

### Natus Vincere
В 2010-м году Сергей был приглашён в украинский коллектив Natus Vincere, где он был вплоть до окончания карьеры профессионального игрока в Counter-Strike. В 2010-м вошёл в топ-4 рейтинга лучших игроков мира по версии портала HLTV, в 2011-м — занял 20 строчку. В 2012 году starix перешёл в Counter-Strike: Global Offensive, а уже в 2014 году вместе со своей командой занял 1-е место на StarLadder StarSeries Season 9, а также 3-4 место на DreamHack Winter 2014. В 2015 году Сергей стал тренером Natus Vincere, в команде его заменил Егор «Flamie» Васильев.
| Псевдоним    | Псевдоним | Полное Имя                    |
| ------------ | --------- | ----------------------------- |
| Флаг Украины | starix    | Сергей Ищук                   |
| Флаг Украины | Edward    | Сухарев, Иоанн Валерьевич     |
| Флаг Украины | Zeus      | Тесленко, Даниил Игоревич     |
| Флаг Украины | Ceh9      | Триноженко, Арсений Сергеевич |
| Флаг Украины | Markeloff | Маркелов, Егор Вадимович      |

#### Достижения состава
- Arbalet Cup Asia 2010 (10 000 $)
- Intel Extreme Masters Season IV World Championship (50 000 $)[6]
- Arbalet Cup Best of Four (12 000 $)[7]
- Electronic Sports World Cup 2010 (ESWC 2010) (36 000 $)[8][9][10]
- Arbalet Cup Dallas 2010 (25 000 $)[11]
- DreamHack Winter 2010 (28 200 $)[12][13]
- Intel Extreme Masters Season V World Championship (30450 $)[14]
- Intel Extreme Masters Season VI Global Challenge Kiev (16 000 $)
- World Cyber Games 2010 (25 000 $)[15]

### Team Spirit
Starix был тренером NAVI до 2017 года, в мае перешел в Team Spirit, за которых одержал победу на Binary Dragons Prestige LAN.
| Псевдоним    | Псевдоним | Полное имя         |
| ------------ | --------- | ------------------ |
| Флаг Украины | COLDYY1   | Павел Векленко     |
| Флаг России  | DavCost   | Вадим Васильев     |
| Флаг России  | Dima      | Дмитрий Бандурка   |
| Флаг России  | S0tF1k    | Дмитрий Форостянко |
| Флаг Украины | starix    | Сергей Ищук        |

### Дальнейшая карьера
В октябре ушёл в инактив, и не выступал до февраля 2018-го. В мае присоединился к k1ck eSports Club, стал лучшим на Rivalry CIS Invitational.

## Достижения

### В роли игрока
| Год  | Место | Турнир                       | Место проведения | Дата проведения | Призовые (в долларах) |
| ---- | ----- | ---------------------------- | ---------------- | --------------- | --------------------- |
| 2010 | 1     | Intel Extreme Masters IV     | Ганновер         | 6 марта         | 100 000               |
| 2010 | 1     | ESWC 2010                    | Париж            | 4 июля          | 73 500                |
| 2010 | 1     | Arbalet Dallas 2010          | Даллас           | 18 июля         | 68 000                |
| 2010 | 1     | World Cyber Games 2010       | Лос-Анджелес     | 3 октября       | 40 000                |
| 2010 | 1     | DreamHack Winter 2010        | Йёнчёпинг        | 27 ноября       | 21 437                |
| 2011 | 1     | Intel Extreme Masters V      | Ганновер         | 5 марта         | 80 000                |
| 2012 | 1     | IEM VI Global Challenge Kyiv | Киев             | 22 января       | 40 000                |
| 2012 | 2     | Intel Extreme Masters VI     | Ганновер         | 10 марта        | 100 000               |
| 2014 | 1     | StarLadder StarSeries IX     | Киев             | 4 мая           | 30 000                |
| 2014 | 3—4   | DreamHack Winter 2014        | Йёнчёпинг        | 29 ноября       | 250 000               |

### В роли тренера
| Год  | Место | Турнир                                | Место проведения      | Дата проведения | Призовые (в долларах) |
| ---- | ----- | ------------------------------------- | --------------------- | --------------- | --------------------- |
| 2015 | 1     | Electronic Sports World Cup 2015      | Монреаль              | 12 июля         | 75 000                |
| 2015 | 2     | DreamHack Open Cluj⁠-⁠Napoca 2015       | Клуж-Напока           | 1 ноября        | 250 000               |
| 2015 | 1     | Intel Extreme Masters X — San Jose    | Сан-Хосе (Калифорния) | 22 ноября       | 125 000               |
| 2015 | 2     | ESL ESEA Pro League Season 2 — Finals | Бербанк (Калифорния)  | 13 декабря      | 250 000               |
| 2016 | 2     | StarLadder i-League StarSeries XIV    | Минск                 | 17 января       | 200 000               |
| 2016 | 1     | DreamHack Open Leipzig 2016           | Лейпциг               | 24 января       | 100 000               |
| 2016 | 1     | Counter Pit League Season 2 — Finals  | Сплит (город)         | 18 марта        | 80 000                |
| 2016 | 2     | MLG Major Championship: Columbus 2016 | Колумбус (Огайо)      | 3 апреля        | 1 000 000             |
| 2016 | 2     | DreamHack Masters Malmö 2016          | Мальмё                | 17 апреля       | 250 000               |
| 2016 | 1     | ESL One: New York 2016                | Нью-Йорк              | 2 октября       | 250 000               |

Источник: 